# Chinese naaldaar
De Chinese naaldaar (Setaria faberi)  is een eenjarige plant, die behoort tot de grassenfamilie (Poaceae). De soort komt van nature voor in Oost-Azië en is van daaruit verspreid naar Noord-Amerika en een aantal plaatsen in Europa. Het aantal chromosomen is 2n = 36.
De plant wordt 50-120 cm hoog en heeft rechtopstaande of opstijgende, lichtgroene, tot 6 mm dikke stengels, die op de onderste knopen wortels vormen. De lijnvormige, 10-40 cm lange en 0,5-2 cm brede bladeren zijn kaal of hebben op de bovenkant verspreid voorkomende haren. Op de onderkant van het blad zitten vaak haren. De bladschede is aan de bovenrand behaard. Het tongetje is 1-3 mm lang en bestaat uit een ring van stijve haren.
De plant bloeit van juli tot in oktober. De bloeiwijze is een 5–24 cm lange en 0,6–1,3 cm grote, meestal overhangende aarpluim met 2,5-3 mm lange, eivormige aartjes. Onderaan elk aartje zitten 1-3, 3-10 mm lange borstels. De qua lengte zeer ongelijk zijnde kelkkafjes en het onderste kroonkafje zijn vliezig. Het bovenste kelkkafje is 0,6-0,9 maal zo lang als het aartje. Het onderste kelkkafje is 0,3-0,5 maal zo lang als het aartje. Het bleke of bruinige onderste kroonkafje van het vruchtbare bloempje is spits en door dwarse rimpels ruw. Het bloempje heeft drie meeldraden en twee stempels.
De eivormige, 2,75 mm lange en 1,75 mm brede, bleke vrucht is een graanvrucht en valt tegelijk met het gehele aartje af.

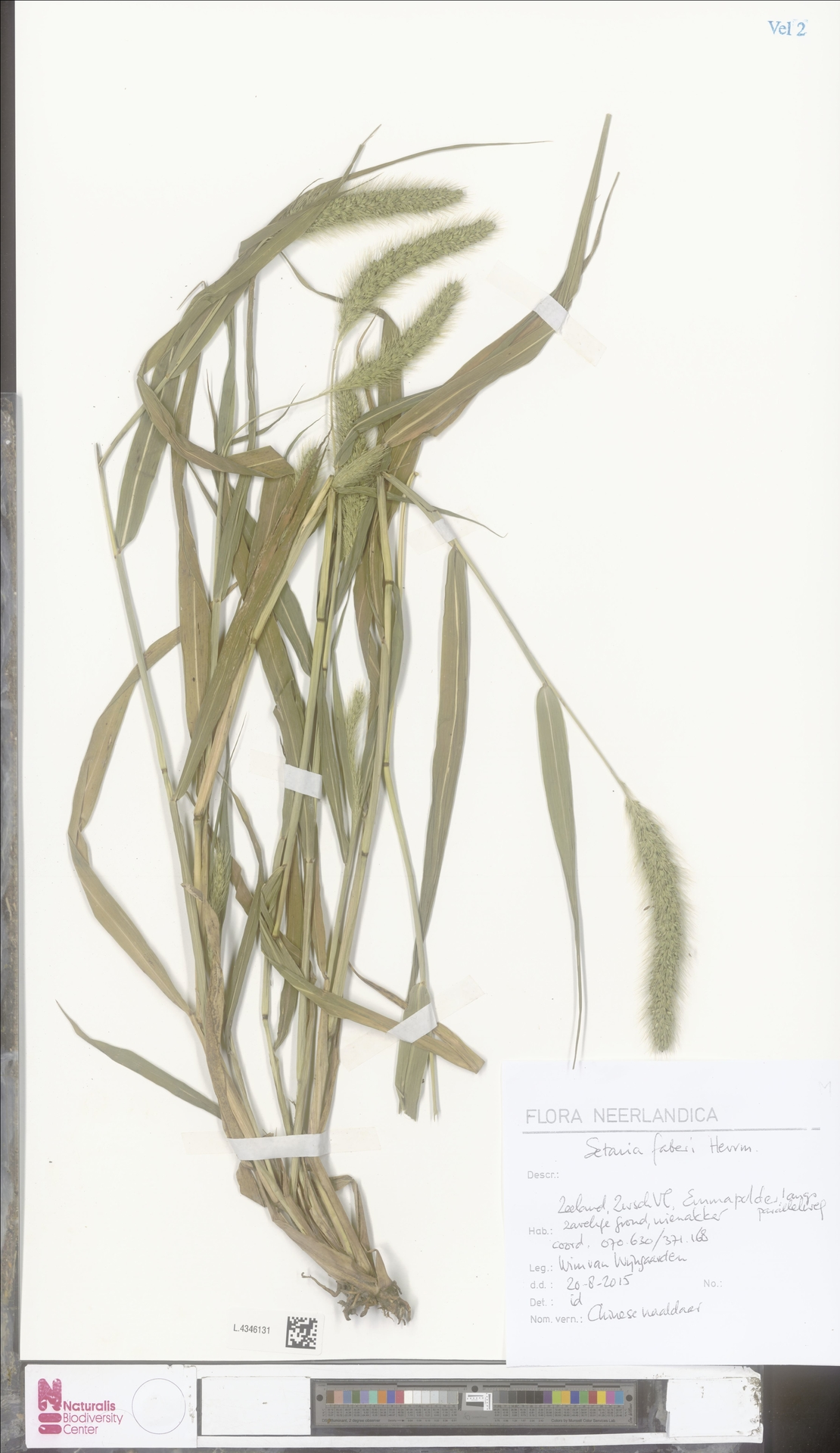
Herbarium exemplaar uit Emmadorp, Emmapolder
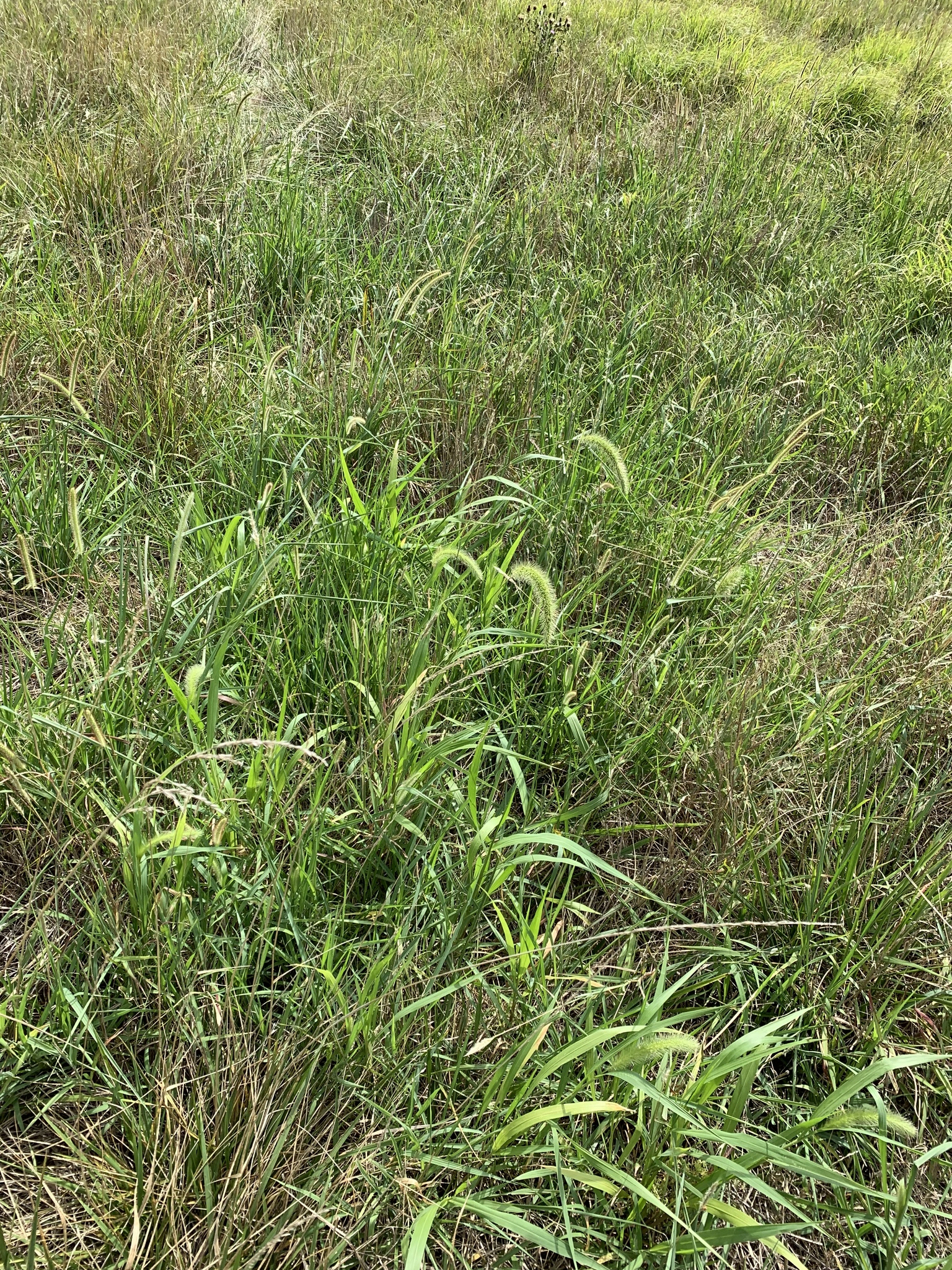
Planten
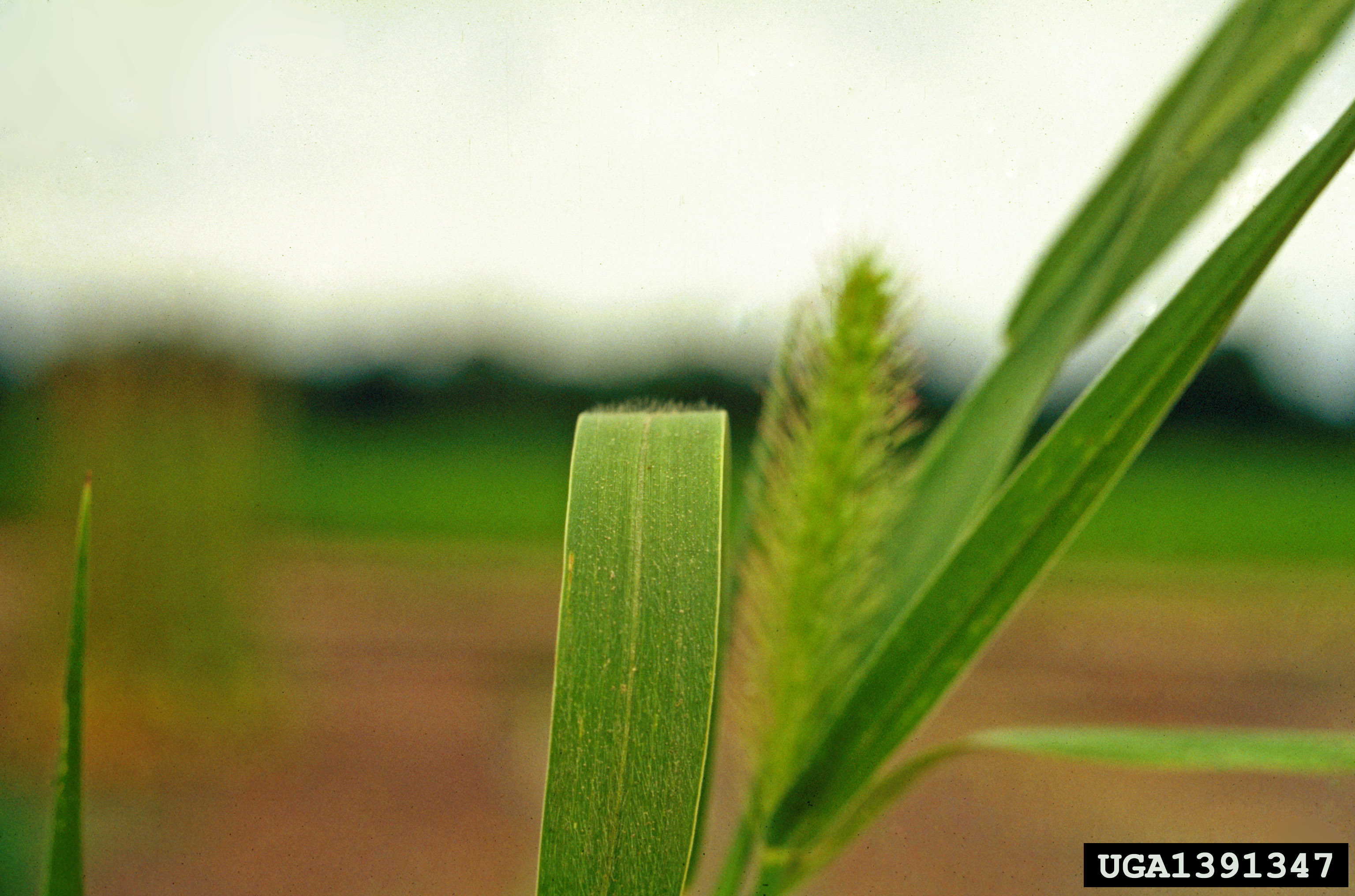
Blad
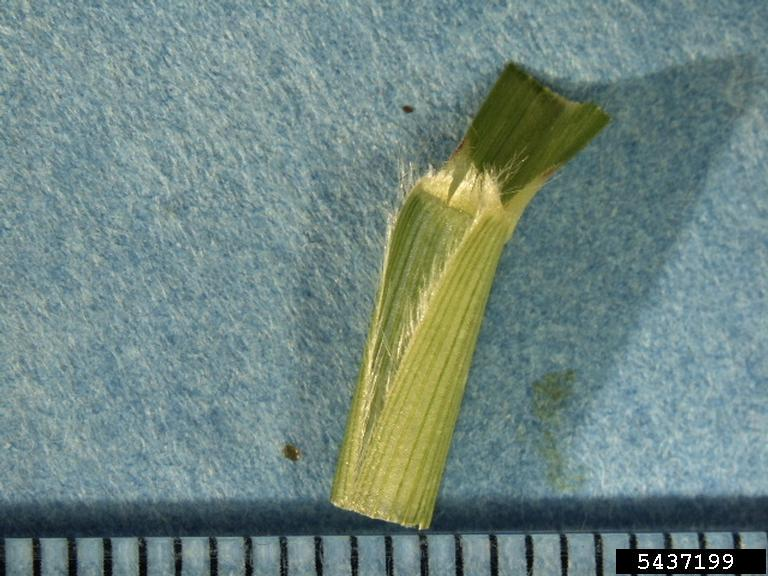
Bladschede
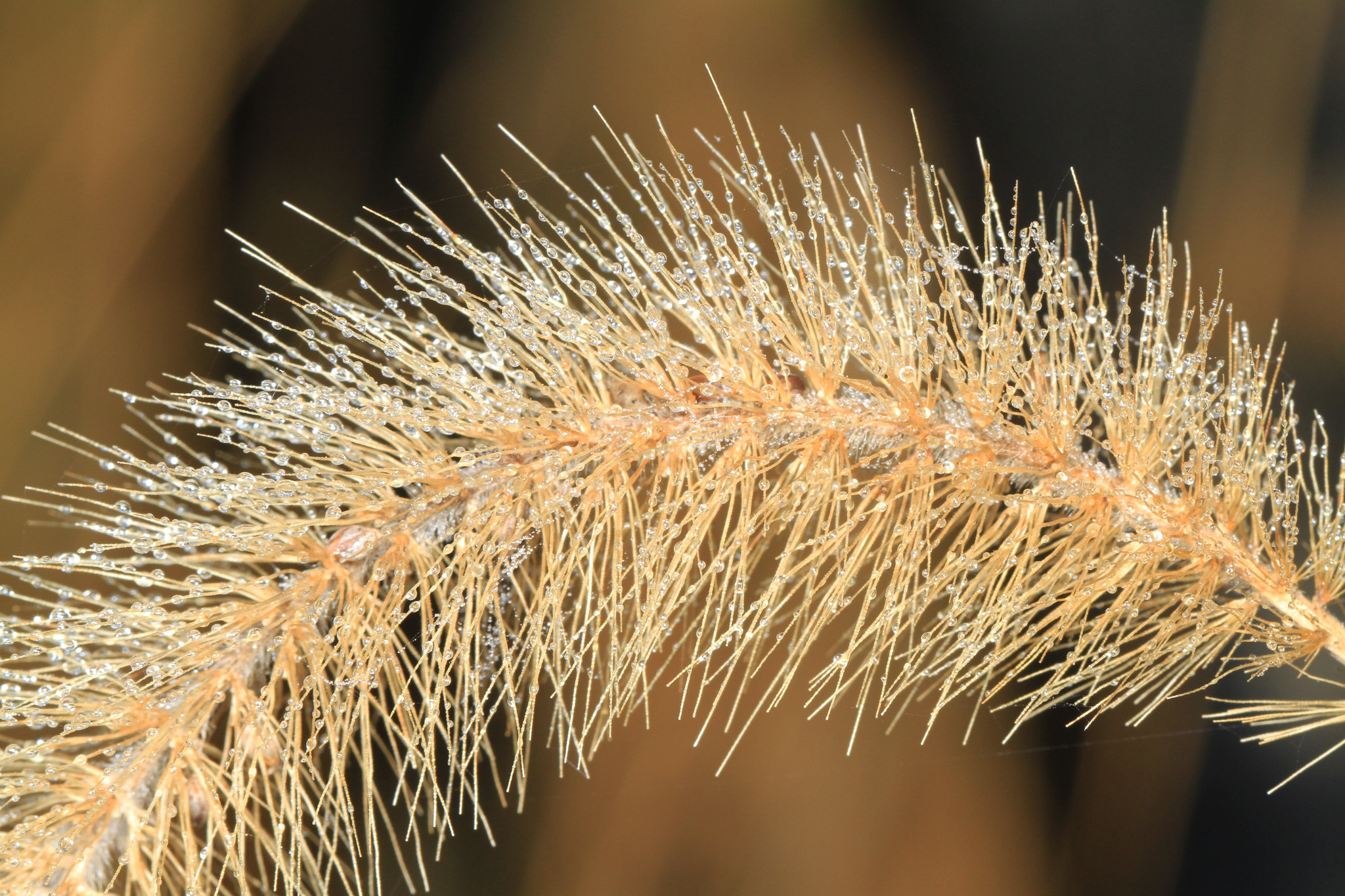
Borstels
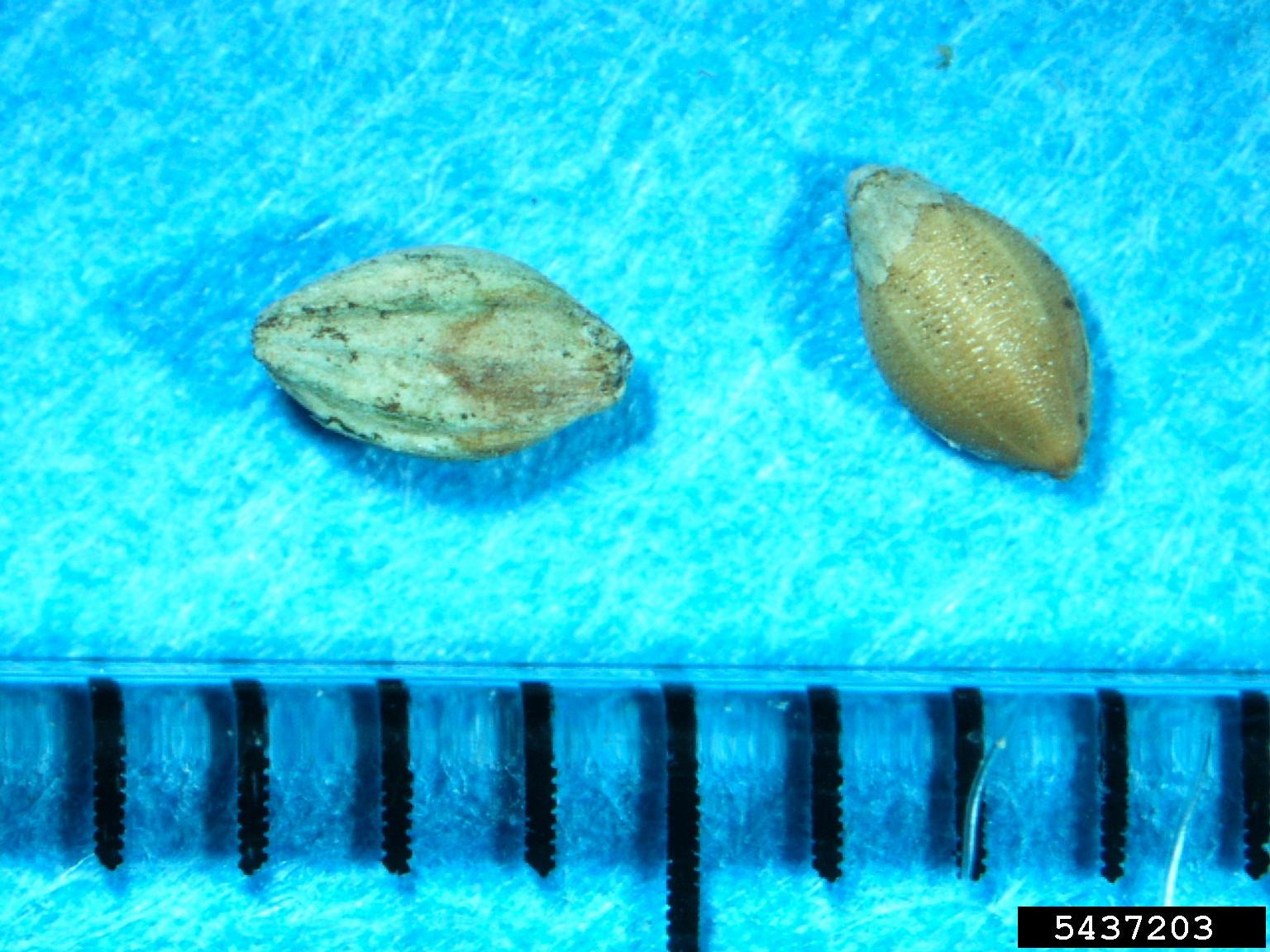
Vruchten

## Voorkomen
De Chinese naaldaar komt voor op akkers, rond havens, in bermen en tussen straatstenen.